# Hookeria dussii
Hookeria dussii är en bladmossart som beskrevs av Bescherelle 1902. Hookeria dussii ingår i släktet Hookeria och familjen Hookeriaceae. Inga underarter finns listade i Catalogue of Life.